# سگهر
سگهر (به انگلیسی: Saghar) یک روستا در پاکستان است که در ناحیه چکوال واقع شده‌است. سگهر ۵۰٬۰۰۰ نفر جمعیت دارد.